# ألبا أدرياتيكا
ألبا أدرياتيكا (بالإيطالية: Alba Adriatica)‏ هي مدينة وبلدية بتعداد سكان 11,820 (2008) في مقاطعة تيرامو في إقليم أبروتسو في جنوب إيطاليا.

## السكان
تطور النمو السكاني لـ ألبا أدرياتيكا

## أعلام
- إيفان بالازس